# Hydrotaea pallicornis
Hydrotaea pallicornis är en tvåvingeart som först beskrevs av Adrian C. Pont 1973.  Hydrotaea pallicornis ingår i släktet Hydrotaea och familjen husflugor. Inga underarter finns listade i Catalogue of Life.